# Solid Rock
Solid Rock is een compilatiealbum van The Rolling Stones, uitgegeven in 1980. Het was de eerste uitgave van Decca Records in vijf jaar.
De voorkant is geïnspireerd op de voorkant van het album in Rock van Deep Purple.

## Nummers
- Alle nummers zijn geschreven door Mick Jagger en Keith Richards, tenzij anders aangegeven.

1. Carol (Chuck Berry)
2. Route 66 (Bobby Troup)
3. Fortune Teller (Naomi Neville)
4. I Wanna Be Your Man (Lennon-McCartney)
5. Poison Ivy (Jerry Leiber/Mike Stoller)
6. Not Fade Away (Charles Hardin/Norman Petty)
7. (I Can't Get No) Satisfaction
8. Get Off of My Cloud
9. Jumpin' Jack Flash
10. Connection
11. All Sold Out
12. Citadel
13. Parachute Woman
14. Live with Me
15. Honky Tonk Women